# 多肢症

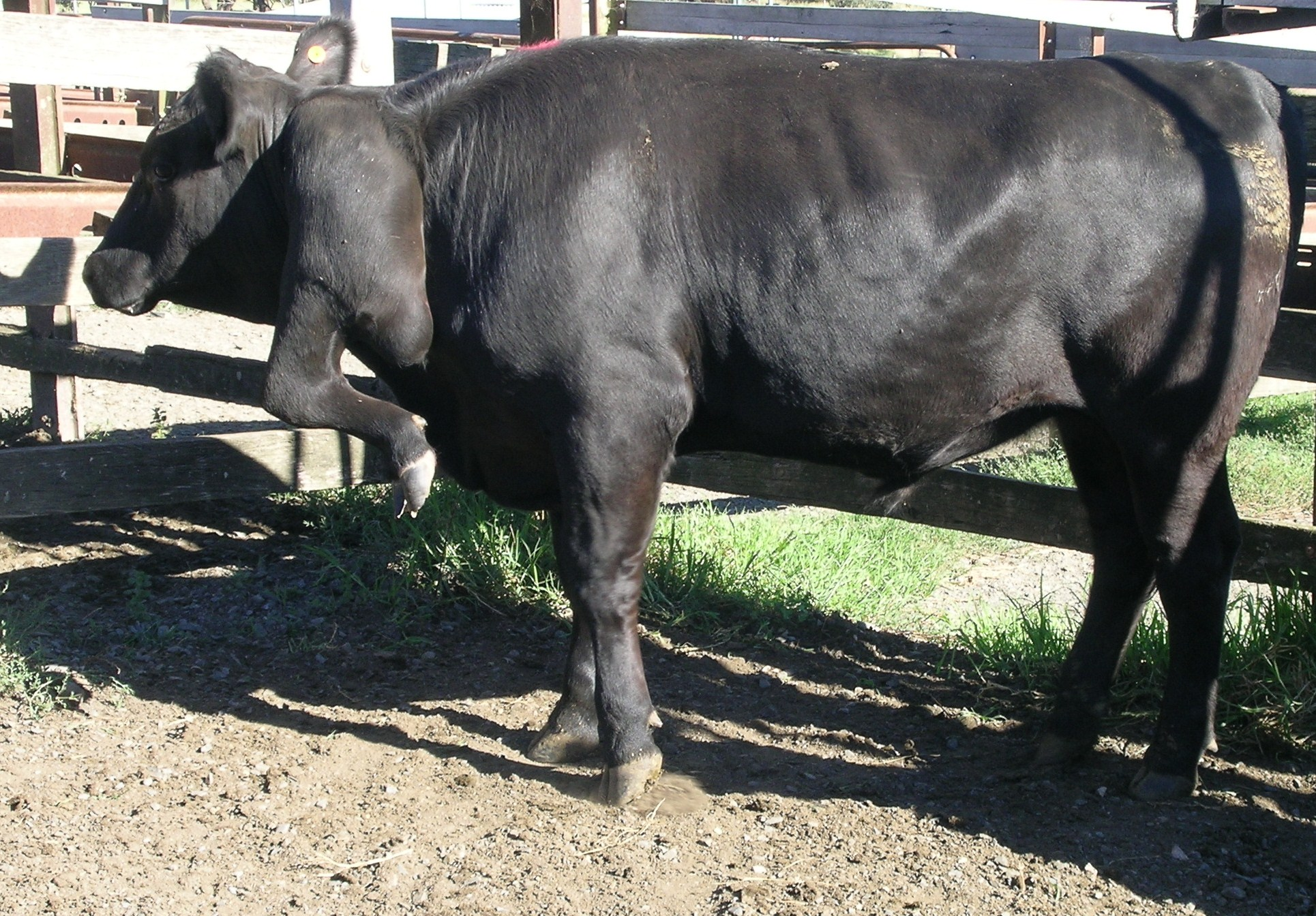
五本脚の牛

多肢症（Polymelia= ギリシャ語のπολυ（多い,poly）＋μέλος(肢、複数形：μέλεα,melia)）は、先天性の形状異常の一種であり、通常の肢より多く腕や足を形成される疾患のことである。
部分的に吸収された結合双生児などの理由で起きる。

## 例
- 人
  - フランク・レンティーニ（英語版）：部分的に吸収された結合双生児によって、3本脚と男性器官2セットを持っていた[1]。
- 動物
  - 『吾妻鑑』に、九足のウマについての記述がある。異馬を参照。
  - 2005年、アメリカペンシルベニア州サマセットで四本脚の鶏が生まれた[2]。
  - 2007年、イギリスハンプシャー州の農園で4本足のアヒルが生まれた[3]。

## 神話

### 多腕の例
- インド神話や、それを基にした仏教での千手観音・不空羂索観音・阿修羅
- ギリシャ神話のヘカトンケイルやギューゲース

などの例がある。

### 多脚の例
- 北欧神話には、8本足のスレイプニル

などの例がある。